# 토마스바위쥐
토마스바위쥐(Aethomys thomasi)는 쥐과 쥐아과에 속하는 설치류의 일종이다. 앙골라에서만 발견된다. 자연 서식지는 아열대 또는 열대 기후 지역의 관목 지대이다.

## 특징
보통 크기의 설치류로 꼬리 길이 108~146mm를 제외한 몸길이가 141~158mm이다. 발 길이는 26~28.5mm이고 귀 길이는 17~22mm이다. 등 쪽은 희색빛과 불그스레한 갈색을 띠고 배 쪽은 회백색이다.

## 생태
땅 위에서 주로 생활하는 육상성 동물이다.

## 분포 및 서식지
앙골라 중부 지역 평원의 토착종이다. 고지대의 건조한 덤불 지대에서 서식한다.